# Gafanha da Encarnação
Gafanha da Encarnação ist eine Kleinstadt (Vila) und eine Gemeinde in Portugal.

## Geschichte
Im 17. und 18. Jh. ließen sich vermutlich die ersten Bewohner nieder. Zunächst als Gafanha da Gramata bekannt, errichtete hier 1848 eine Familie eine erste Kapelle und widmete sie Unserer Lieben Frau der Inkarnation (Nossa Senhora da Encarnação). Seither trägt der Ort den Namen Gafanha da Encarnação.
1908 erhielt der weiter wachsende Ort eine erste Grundschule und wurde 1926 eine eigenständige Gemeinde, durch Ausgliederung aus der Gemeinde Ílhavo.
Die wachsende Bevölkerung suchte in der Auswanderung bessere Einkommen, insbesondere in Brasilien, Venezuela und Argentinien, und im Wal- und Fischfang in Kanada, Grönland und den USA, und seit den 1960er Jahren auch in Frankreich oder Deutschland. Die Frota Branca rekrutierte einen Teil ihrer Besatzung regelmäßig hier.
2004 wurde Gafanha da Encarnação zur Vila erhoben.

## Verwaltung
Gafanha da Encarnação ist Sitz einer gleichnamigen Gemeinde (Freguesia) im Kreis (Concelho) von Ílhavo. In ihr leben 5481 Einwohner auf einer Fläche von 10 km² (Stand 30. Juni 2011).
Folgende Ortschaften liegen in der Gemeinde:
- Costa Nova do Prado
- Gafanha da Encarnação